# Sveti Lovreč
Sveti Lovreč nebo též celým jménem Sveti Lovreč Pazenatički (dřívější názvy též Sveti Lavrenac, Sveti Lovreč Paženatički nebo Lovreč, italsky San Lorenzo del Pasenatico) je vesnice a správní středisko stejnojmenné opčiny v Chorvatsku v Istrijské župě. Nachází se asi 12 km jihovýchodně od Poreče a asi 20 km jihozápadně od Pazinu. V roce 2011 žilo ve Svetim Lovreči 312 obyvatel, v celé opčině pak 1 015 obyvatel.
Součástí opčiny je celkem 20 trvale obydlených vesnic. Nacházejí se zde i opuštěné vesnice Frnjolići, Ivići a Knapići. Kromě Svetiho Lovreče a vesnice Selina v žádném ze sídel v opčině nežije více než sto obyvatel.
- Čehići – 4 obyvatelé
- Heraki – 18 obyvatel
- Jakići Dolinji – 24 obyvatel
- Jurcani – 13 obyvatel
- Kapovići – 1 obyvatel
- Kršuli – 4 obyvatelé
- Krunčići – 92 obyvatel
- Lakovići – 30 obyvatel
- Medaki – 32 obyvatel
- Medvidići – 30 obyvatel
- Orbani – 18 obyvatel
- Pajari – 8 obyvatel
- Perini – 53 obyvatel
- Radići – 19 obyvatel
- Rajki – 31 obyvatel
- Selina – 201 obyvatel
- Stranići kod Lovreča – 41 obyvatel
- Sveti Lovreč Pazenatički – 312 obyvatel
- Vošteni – 52 obyvatel
- Zgrabljići – 32 obyvatel

Kolem Svetiho Lovreče prochází dálnice A9 a procházejí zde župní silnice Ž5072, Ž5074 a Ž5209. Napojení na železniční síť neexistuje. Sveti Lovreč je často navštěvován turisty díky historickému kostelu sv. Martina, náměstí Trg Placa a kaplím sv. Blaža a sv. Lovreče. Rovněž se zde nachází několik uliček, jako jsou Trg Funtana, Gradski trg, Šampjerovica, Podzidine, Kontrada, Vrtlići, Pini a Gumila. 